# Assi Azar
Assi Azar ( em hebraico:  אסי עזר  ; nascido em 10 de junho de 1979) é uma personalidade de televisão israelense.  Ele é co-anfitrião do Big Brother - Israel com Erez Tal até 2015 e The Next Star com  he  .  Assi Azar será co-anfitrião do Festival Eurovisão da Canção 2019 em Tel Aviv .

## Vida pessoal
Azar nasceu em Holon , Israel.  Ele é de origem judaica de Bukharan e judeu iemenita .

## Carreira
Seu primeiro programa foi o programa de TV online KIK .  Em 2004-2005 Assi co-sediou show de jovens da TV Exit .  Mais tarde participou nos programas The Show , Boa Noite com Guy Pines e The Champion: Locker Room , bem como nos programas satíricos Trapped 24 e Talk to My Agent .
Em 25 de janeiro de 2019, foi anunciado que a Azar sediará o Festival Eurovisão da Canção 2019 em Tel Aviv, ao lado de Lucy Ayoub , Erez Tal e Bar Refaeli .  Foi relatado que Tal e Refaeli seriam os principais anfitriões, enquanto Azar e Ayoub seriam os anfitriões da sala verde.

## Vida pessoal
Em 2005 Azar assumiu-se homossexual .  Pouco depois, ele começou a criar o documentário, mamãe e papai: Eu tenho algo para contar a você .
Em 11 de abril de 2016, Azar casou com seu namorado catalão Albert Escolà numa cerimônia em Barcelona.
Azar é um defensor dos direitos LGBT .  Em 2009, ele foi listado entre os 100 homossexuais mais influentes do mundo pela revista OUT .